# Jasper (Floryda)
Jasper – miasto w Stanach Zjednoczonych, w stanie Floryda, siedziba administracyjna hrabstwa Hamilton.